# Zeriassa spinulosa
Zeriassa spinulosa es una especie de arácnido  del orden Solifugae de la familia Solpugidae.

## Distribución geográfica
Se encuentra en Etiopía y Kenia.